# Юліус Екерт
Юліус Екерт (нім. Julius Eckert; 2 вересня 1884, Бібріх — 20 грудня 1943, Майнц) — німецький військовий ветеринар, доктор ветеринарії, генерал-лейтенант ветеринарної служби вермахту (1 червня 1941).

## Біографія
1 лютого 1909 року вступив в армію. Учасник Першої світової війни. Після демобілізації армії залишений в рейхсвері. З травня 1919 року — допоміжний консультант кавалерійського відділу Великого Генштабу, з 1 жовтня 1919 року — ветеринарного відділу Імперського військового міністерства, одночасно в 1919/22 роках — 1-й асистент військового коваля-інструктора Берліна. З 1 жовтня 1930 року — представник військового коваля-інструктора Ганновера. З 1 жовтня 1937 року — головний ветеринар 2-ї армійської групи, з 26 серпня 1939 року — 7-ї армії. Пізніше відправлений в резерв ОКГ. 30 вересня 1943 року звільнений у відставку.

## Нагороди
- Залізний хрест 2-го і 1-го класу
- Почесний хрест ветерана війни з мечами
- Медаль «За вислугу років у Вермахті» 4-го, 3-го, 2-го і 1-го класу (25 років; 2 жовтня 1936) — отримав 4 нагороди одночасно.
- Медаль «У пам'ять 1 жовтня 1938 року»
- Медаль «За Атлантичний вал»
- Хрест Воєнних заслуг 2-го і 1-го класу з мечами